# Krusmanukod
Krusmanukod (Manucodia comrii) är en fågel i familjen paradisfåglar inom ordningen tättingar.

## Utseende och läte
Krusmanukoden är en kråkstor helsvart fågel, blåglänsade på skuldrorna och lila på vingpennor och stjärt. Karakteristiskt är också den platta stjärten med vikta ändar och på huvudet en krusig tofs. Den saknar trumpetmanukodens lösa fjädrar runt halsen. Sången består av en märklig fallande serie med ihåliga toner som den avger samtidigt som den lutar sig bakåt och sen låter hela kroppen rulla upp och över.

## Utbredning och systematik
Krusmanukoden förekommer på öar öster om Nya Guinea. Den behandlas antingen som monotypisk alternativt delas in i två underarter med följande utbredning:
- Manucodia comrii comrii – förekommer på D'Entrecasteaux-öarna
- Manucodia comrii trobriandi – förekommer på Trobriandöarna (Kiriwina och Kaileuna)

## Status
Trots det begränsade utbredningsområdet och att den tros minska i antal anses beståndet vara livskraftigt av internationella naturvårdsunionen IUCN. 

## Namn
Fågelns vetenskapliga artnamn hedrar Dr Peter M. Comrie (1832-1882), brittisk läkare i flottan och samlare av specimen.